# Rety
Rety település Franciaországban, Pas-de-Calais megyében. Lakosainak száma 2050 fő (2022. január 1.). Rety Ferques, Belle-et-Houllefort, Boursin, Fiennes, Hardinghen, Rinxent és Wierre-Effroy községekkel határos.

## Népesség
A település népessége az elmúlt években az alábbi módon változott:
| Lakosok száma | 2071 | 2084 | 2108 | 2096 | 2100 | 2092 | 2087 | 2069 | 2050 |
|               | 2013 | 2015 | 2016 | 2017 | 2018 | 2019 | 2020 | 2021 | 2022 |